# 黑線安巴鰍
黑線安巴鰍又可稱為黑線沙鰍，為輻鰭魚綱鯉形目沙鰍科的其中一種，為熱帶淡水魚，被IUCN列為易危保育類動物，分布於亞洲湄公河流域，本魚背部和體中央各有一黑色縱向寬條紋，尾鰭叉型，背鰭軟條12枚；臀鰭軟條8枚，體長可達8公分，棲息在水質清澈且流動快速的溪流底層水域，以昆蟲及底棲性無脊椎動物為食，可做為觀賞魚。

## 扩展阅读
維基物種上的相關：黑線安巴鰍